# Мария Луиза Шлезвиг-Гольштейнская
Франциска Жозефа Луиза Августа Мария Кристина Елена Шлезвиг-Гольштейнская (англ. Franziska Josepha Louise Augusta Marie Christina Helena of Schleswig-Holstein; 12 августа 1872, Камберленд-Лодж — 8 декабря 1956, Лондон) — принцесса Шлезвиг-Гольштейнская, член британской королевской семьи, внучка королевы Виктории.

## Биография
Принцесса Мария Луиза родилась в Камберленд-Лодж в Виндзорском парке. Её отцом был принц Кристиан Шлезвиг-Гольштейнский, третий сын герцога Христиана Шлезвиг-Гольштейнского, и графини Луизы Даннесколд-Самсое. Её матерью была принцесса Елена, пятый ребёнок и третья дочь королевы Виктории и принца Альберта Саксен-Кобург-Готского. Её родители жили в Соединенном Королевстве, и принцесса считалась членом британской королевской семьи. Ей был дан титул Её Высочество Принцесса Мария Луиза Шлезвиг-Гольштейнская. Её крестили 18 сентября 1872 года. Крестными были император Австрии и королева Ганновера.

## Брак
6 июля 1891 года в часовне Святого Георгия в Виндзорском замке принцесса Мария-Луиза вышла замуж за принца Ариберта Ангальтского. Принц Ариберт был третьим сыном Фридриха I Ангальтского и его супруги принцессы Антуанетты Саксен-Альтенбургской. Двоюродный брат невесты германский император Вильгельм II сыграл важную роль в этом союзе. Брак, однако, был несчастливый и бездетный. В декабре 1900 года отец её мужа аннулировал брак.

## Королевские обязанности
После аннулирования брака принцесса Мария Луиза посвятила себя благотворительной деятельности и меценатству. Она работала над созданием Дома кукл королевы Марии для того, чтобы продемонстрировать работу британских мастеров. Она создала клуб в Бермондси, который служил больницей во время Второй мировой войны. Она также принимала активное участие в создании дома престарелых в Виндзоре.

## Первая мировая война
В июле 1917 года, когда Георг V изменил название британской королевской семьи Саксен-Кобург-Гота на Виндзоров, он также просил, чтобы его многочисленные родственники, которые были британскими подданными, прекратили использовать свои немецкие титулы и фамилии.
Принцесса Мария Луиза и её незамужняя сестра принцесса Елена Виктория стали известны как принцесса Мария Луиза и принцесса Елена Виктория. Они не были официально принцессами Великобритании и Ирландии.

## Дальнейшая жизнь
Принцесса Мария Луиза приняла участие в четырёх коронациях в Вестминстерском аббатстве: Эдуарда VII и королевы Александры в 1902 году; Георга V и королевы Марии в 1911 году; Георга VI и королевы Елизаветы в 1937 году, и Елизаветы II в 1953 году. В 1956 году она опубликовала свои мемуары, воспоминания о шести царствованиях. Она умерла в своем лондонском доме на Беркли-сквер несколько месяцев спустя и была похоронена во Фрогморе в королевской усыпальнице в Виндзорском парке.

## Титулы
- 1872-1891: Её Высочество Принцесса Мария-Луиза Шлезвиг-Гольштейнская
- 1891-1900: Её Высочество Принцесса Ангальтская
- 1900-1917: Её Высочество Принцесса Мария-Луиза Шлезвиг-Гольштейнская
- 1917-1956: Её Высочество Принцесса Мария-Луиза

## Награды
- Королевский орден Виктории и Альберта
- Орден Индийской короны
- Королевский Викторианский орден
- Орден Британской империи
- Королевский орден Красного Креста